# 電子襪
電子襪是跆拳道比賽用品，是腳套的一種。內藏電子感應貼片，用來做為比賽時電子護具計分方式得分的依據。電子襪限定必須向經過世界跆拳道聯盟（WTF）認可廠商所購買。

## 指定品牌
- 韩国Lajust：2010年亚洲运动会指定使用。
- 西班牙Daedo：2012年夏季奥林匹克运动会指定使用。